# Piccolino no Bouken
Piccolino no Bōken (яп. ピコリーノの冒険 Пикорино но Бокэн, Приключения Пикколино) — японский аниме-сериал, выпущенный студией Nippon Animation по мотивам сказки «Пиноккио». Транслировался по телеканалу TV Asahi с 27 апреля 1976 года по 31 мая 1977 года. Всего выпущены 52 серии аниме. Сериал был дублирован на французском, испанском, итальянском, немецком, нидерландском и польском языках.

## Сюжет
Действие происходит в Тоскане, Италии. Одинокий, нищий кудесник Джепетто получает от ведьмы волшебный пень и решает вырезать из него очередную куклу. Внезапно кукла оживает и становится новым ребёнком для Джепетто. Пикколино отправляется учиться в начальную школу, но на пути встречает Лиса и Кота, которые убеждают его посетить кукольное представление. Пикколино решает присоединиться к театру, чтобы заработать немного денег для Джепетто. Так Пикколино побывал в нескольких городах, после чего, собрав достаточно денег, он сбегает и решает вернуться домой.
Пикколино снова встречает Лиса и Кота, которые решают обмануть мальчика, сказав, что если он посадит на поле чудес деньги, то из них вырастет денежное дерево. Появляется утка Белла, которая предупреждает наивного Пикколино об обмане, и тот решает повременить с посадкой. Позже, когда он попадает в лес, Кот и Лиса переодеваются в разбойников и нападают на Пикколино, которому удаётся сбежать, и он встречает фею с лазурными волосами. Однако Лиса и Кот хватают Пикколино и вешают на дерево, заставляя отдать остатки денег, однако он их не отдаёт. Пикколино спасает лазурная фея.
По пути домой Пикколино снова встречает Лису и Кота (на зная, что они были разбойниками) и те убеждают Пикколино посадить деньги в поле чудес, таким образом украв их. Так Пикколино теряет все свои сбережения и возвращается к Джепетто.
Позже появляется странник, который ведёт Пикколино и несколько детей в страну чудес, где много сладостей, игрушек и прочих развлечений. На следующее утро Пикколино и дети превращаются в ослов, чтобы быть проданными на рынок. Единственный способ вернуть прежний облик — избавится от вредных привычек и делать добрые дела. После того как Пикколино спасает горящий цирк, он возвращает себе прежний облик.
Лис и Кот приходят к Джепетто и обманывают его, сказав, что Пикколино в океане. Позже, когда сам мальчик узнаёт, что «отец» отправился в океан, он последовал за ним, но оказался проглоченным китом, в животе которого он встречает Джепетто. В конце концов Джепетто и Пикколино выбираются из брюха Кита, а лазурная фея превращает Пикколино в человека.

## Отличия от сказки
- Роль Лисы и Кота была расширена, делая их главными злодеями в истории, в то же время они выполняют комическую роль.
- Вместо говорящего сверчка в сериале появлялись: утёнок и дятел.

## Роли озвучивали
- Масако Нодзава — Пикколино
- Дзюндзи Тиба — Джепетто
- Итиро Нагай — кот Дора
- Канэта Кимоцуки — птичка Рокко
- Кадзуко Сугияма — утка Джина
- Мами Кояма — Нимф
- Миёко Асо — кошка Джильетта
- Осаму Като — змейка
- Сандзи Хасэ — лис Боро